# Rodrigo Luis de Borja e de Castre-Pinós
Rodrigo Luis de Borja e de Castre-Pinós (Gandía, 1524 - Gandía, 6 de agosto de 1537), foi um cardeal do século XVII.

## Biografia
Nasceu em Gandía em 1524, Gandía, Espanha. Filho de Juan de Borja II Enríquez, terceiro duque de Gandía, e de sua segunda esposa, Francisca de Castro y de Pinós. Seu segundo nome também está listado como Lodovico; e seu segundo sobrenome como Castre Pinés; e como Castro Pinós. Meio-irmão, por parte de pai, de São Francisco de Borja y de Aragón, terceiro Superior-geral da Companhia de Jesus; e do cardeal Enrique de Borja y Aragón (1539). Trineto do Papa Alexandre VI.
Clérigo romano. Herdou o baronato de Navarrés por cessação do pai em 8 de junho de 1530. Ingressou na Ordem de Santiago em 1533. Promovido ao cardinalato ainda muito jovem.
Criado cardeal diácono no consistório de 22 de dezembro de 1536; recebeu a diaconia de S. Nicola em Carcere, 15 de janeiro de 1537. Escreveu ao papa de Gandía em 13 de fevereiro de 1537 para agradecer-lhe a promoção e morreu quando Francisco Juan Roca, decano do Colegiado de Gandía, acabava de chegar trazendo-lhe seu chapéu vermelho.
Morreu em Gandía em 6 de agosto de 1537, no palácio ducal de Gandía. Enterrado (nenhuma informação encontrada).